# Афанасьев, Павел Александрович
Павел Александрович Афанасьев (16 декабря 1922, д. Крутицы, Киреевского района Тульской области — 26 ноября 1990, Москва) — советский офицер, генерал-майор, участник Великой Отечественной войны. Герой Советского Союза (1944).

## Биография
Родился в селе Крутицы, Крапивенского уезда, Тульской губернии (ныне Киреевского района Тульской области). Русский. Член КПСС с 1943 года.
В 1937—1941 — колхозник, бригадир и заведующий избой-читальней в колхозе «Ударник» в родном селе, в 1941—1942 — секретарь Крутицкого сельсовета.
В Красной Армии с февраля 1942 года, призван в ряды РККА Плавским РВК Тульской области. В мае 1942 года окончил полковую школу. В мае-июле 1942 — старшина роты 215-го запасного стрелкового полка (в тылу Брянского фронта). В октябре 1942 года окончил курсы младших лейтенантов 61-й армии, до декабря 1942 года служил на них командиром взвода курсантов.
Участник Великой Отечественной войны:
— в декабре 1942 — июле 1944 — заместитель командира и командир роты, заместитель командира батальона 37-го гвардейского стрелкового полка (12-я гвардейская стрелковая дивизия, 61-я армия, Центральный фронт). Воевал на Западном, Брянском, Центральном, Белорусском, 2-м и 1-м Белорусских фронтах. Участвовал в оборонительных боях на белёвском направлении, Орловской, Черниговско-Припятской, Гомельско-Речицкой, Калинковичско-Мозырской и Люблин-Брестской операциях. 15 июля 1943 года в районе села Багриново (Болховский район Орловской области) был ранен пулей в правую руку;
— в декабре 1944 года окончил курсы усовершенствования командиров батальонов 1-го Белорусского фронта;
— в декабре 1944 — марте 1945 — командир батальона 37-го гвардейского стрелкового полка (1-й Белорусский фронт). Участвовал в Варшавско-Познанской и Восточно-Померанской операциях;
— в марте-мае 1945 — помощник начальника штаба оперативно-войсковой группы 1-го Белорусского фронта. Участвовал в ликвидации бандформирований в тылу фронта и Берлинской операции.
С мая 1945 года служил в управлении военного коменданта советского сектора города Берлина: помощником начальника отдела по руководству военными комендатурами (1945—1946), помощником начальника отделения комендантской службы оперативного отдела (1946—1947), дежурным помощником военного коменданта (март-июль 1947), дежурным офицером оперативного отдела (1947—1948), дежурным офицером и офицером отдела комендантской службы и боевой подготовки (июль-декабрь 1948) и начальником отделения комендантской службы оперативного отдела (1948—1950).
В 1950—1951 — начальник отдела в Ульяновском областном военном комиссариате.
В 1955 году окончил Военную академию имени М. В. Фрунзе. В 1955—1961 — начальник оперативного отделения и заместитель начальника штаба стрелковой (с 1957 — мотострелковой) дивизии (в Беломорском, Северном и Ленинградском военных округах). С 1961 — командир мотострелкового полка, в 1965—1967 — заместитель командира мотострелковой дивизии (в Ленинградском военном округе). С ноября 1967 года по декабрь 1970 года находился в загранкомандировке в Египте в качестве старшего военного советника командира 2-й египетской пехотной дивизии. С 1970 — начальник факультета западных языков Военного института иностранных языков (с 1973 — Военного института).
С апреля 1984 года — в отставке.

## Воинские звания
- Лейтенант (6 октября 1942 г.);
- Старший лейтенант (25 мая 1943 г.);
- Капитан (6 марта 1944 г.);
- Майор (7 мая 1945 г.);
- Подполковник (3 ноября 1949 г.);
- Полковник (15 декабря 1955 г.);
- Генерал-майор (25 апреля 1975 г.).

## Подвиг
Звание Героя Советского Союза присвоено Указом Президиума Верховного Совета СССР «О присвоении звания Героя Советского Союза генералам, офицерскому, сержантскому и рядовому составу Красной Армии» от 15 января 1944 года:
«За образцовое выполнение боевых заданий Командования по форсированию реки Днепр и проявленные при этом отвагу и геройство присвоить звание Героя Советского Союза с вручением ордена Ленина и медали „Золотая Звезда“:

15. Гвардии старшему лейтенанту Афанасьеву Павлу Александровичу.».
В представлении на награждение его подвиг описан следующим образом:
«В боях за Социалистическую Родину против немецких захватчиков он проявил образцы мужества, отваги и геройства.
В бою 26.9.1943 г. за местечко Любечь, Черниговской области, когда противник предпринял ожесточённую танковую контратаку с десантом автоматчиков, тов. АФАНАСЬЕВ, умело руководя своим подразделением, отразил пехоту противника от танков, фланговыми обходами окружил и в штыковом бою уничтожил 50 немецких солдат и офицеров. В этом бою он лично уничтожил 15 немецких солдат и офицеров. Отрезанные танки от пехоты быстро откатились на исходные позиции. Отразил танковую атаку и первым ворвался в местечско Любечь, оседлал шоссейную дорогу вудущую к переправе на реке Днепр и огнём из всех видов оружия поджёг 4 немецких автомашины с офицерами и солдатами противника.
28.9.1943 г. на подручных средствах с группой бойцов под сильным артминомётным и пулеметным огнём противника, форсировал реку Днепр, закрепился на правом берегу и создал плацдарм для всего батальона. Противник неоднократно переходил в контратаку на подразделения тов. АФАНАСЬЕВА, имея целью очистить правый берег Днепра, но каждый раз откатывался с большими для него потерями. Занятый рубеж прочно удерживается.

ВЫВОД: Достоин присвоения звания ГЕРОЯ СОВЕТСКОГО СОЮЗА.».

## Иные сведения
После отставки жил в Москве. Был женат на Раисе Алексеевне Афанасьевой (19.06.1921—17.06.1992), имел 2 дочерей. Умер 26 ноября 1990 года. Похоронен на Троекуровском кладбище, участок № 2.

## Награды
- Герой Советского Союза (15.01.1944);
- орден Ленина (15.01.1944);
- орден Красного Знамени (14.05.1970);
- орден Отечественной войны 1-й степени (11.03.1985);
- орден Отечественной войны 2-й степени (23.04.1945);
- орден Красной Звезды (19.07.1943);
- 2 медали «За боевые заслуги» (24.06.1948, 13.06.1952)
- медаль «За освобождение Варшавы»
- медаль «За взятие Берлина»
- медаль «За Победу над Германией в Великой Отечественной войне 1941—1945 гг.»
- другие медали.